# کاپینزال
کاپینزال (به پرتغالی: Capinzal) یک منطقهٔ مسکونی در برزیل است که در سانتا کاتارینا واقع شده‌است. کاپینزال ۲۳٬۰۳۵ نفر جمعیت دارد.